# سیارک ۱۳۷۵۲
سیارک ۱۳۷۵۲ (به انگلیسی: 13752 Grantstokes، نامگذاری:1998SF58) سیزده هزار و هفتصد و پنجاه و دومین سیارک کشف شده‌است که در ۱۷ سپتامبر ۱۹۹۸ کشف شد.
قدر مطلق سیارک برابر ۱۴.۸ است.